# Ивицкий, Ростислав Георгиевич
Ростислав Георгиевич Ивицкий (укр. Ростислав Георгійович Івицький) (18 (31) мая 1908, Киев – 13 февраля 1974, Киев) – украинский советский театральный и киноактёр. Народный артист Украинской ССР (1968).

## Биография и творчество
Учился в Киевском музыкально-драматическом институте имени Лысенко. В 1928—1934 актёр театра «Березиль», в 1935—1941 в Украинском драматическом театре имени Шевченко в Харькове. С 1943 — руководитель Харьковской госэстрады, исполнитель собственных литературных композиций («Великий современник»), автор и постановщик телеспектакля «Слово о Кобзаре» (1964).
Ивицкий позировал скульптору Манизеру для фигуры красноармейца на многофигурном памятнике Шевченко в Харькове (1933—1935).

## Роли в кино
- 1941 — Богдан Хмельницкий – Тур
- 1942 — Годы молодые
- 1961 — Гулящая